# Aptos
Aptos (раніше відомий як Bierstadt) — рубана гротескна гарнітура, розроблена Стівом Меттесоном. 2023 року вона стала новою типовою гарнітурою продуктів Microsoft Office, замінивши Calibri, що використовувалася в цій ролі протягом попередніх 15 років.
У складі Microsoft 365 постачаються такі накреслення Aptos: Aptos Light, Light Italic, Regular, Italic, Semibold, Semibold Italic, Bold, Bold Italic, Extrabold, Extrabold Italic, Black і Black Italic; такі ж накреслення Aptos Display; і Aptos Narrow. Також у пакеті присутні моноширинний шрифт Aptos Mono та зарубчастий шрифт Aptos Serif у стилі нової антикви.

## Особливості шрифту
Aptos має характерні особливості, які роблять шрифт легкозчитуваним:
- Горизонтальні та вертикальні кінцівки штрихів засновані на Helvetica, на відміну від похилих кінцівок штрихів Arial.
- У малої літери «a» відсутній характерний хвостик, але він присутній у малої літери «l» (L), як у малої літери «t», що запобігає плутанині з великою літерою «I» (i).
- Форми великих літер «O» і «R» та малої літери «a» дещо неправильні.
- Петляста «g» з нахиленим основним штрихом, а не відкрита, як у Helvetica, а велика літера «G» заокруглена і не має шипа.
- Крута ніжка великої літери «R».
- Малі літери «b», «c» і «p» та велика літера «C» мають широкі контури.
- Круглі крапки в розділових знаках, діакритичних знаках і малих літерах «i» та «j», на відміну від квадратних крапок в Arial та Helvetica.
- Вигнута лопать цифри «1» заснована на Arial.
- Похилий штамб цифри «7».
- Вигнутий хвіст великої літери «Q» не забігає за овал.

Aptos містить символи латиниці (зокрема розширеної), грецької та кирилиці. Для Aptos було розроблено індивідуальне курсивне накреслення, а не механічне похиле. Тільки кирилиця має похиле накреслення прямих літер замість справжнього курсиву, хоча в Calibri для кирилиці існував справжній курсив.

## Історія
Bierstadt було названо на честь гори Бірштадт у Скелястих горах у Колорадо. Він заснований на типових швейцарських шрифтах середини XX століття. Стара назва містить відсилку до шрифтів Helvetica та Arial. Шрифт випущено 2021 року разом із чотирма іншими новими шрифтами (Grandview, Seaford, Skeena, і Tenorite) для додатків Microsoft Office та Microsoft 365. Bierstadt розглядали як можливого наступника Calibri (випущеного 2007 року) як стандартного шрифту Microsoft Office.
У липні 2023 року Microsoft анонсувала, що Bierstadt таки стане наступником Calibri, та буде перейменований на Aptos на честь однойменного містечка на Тихоокеанському узбережжі Каліфорнії.